# Jesuitenschule

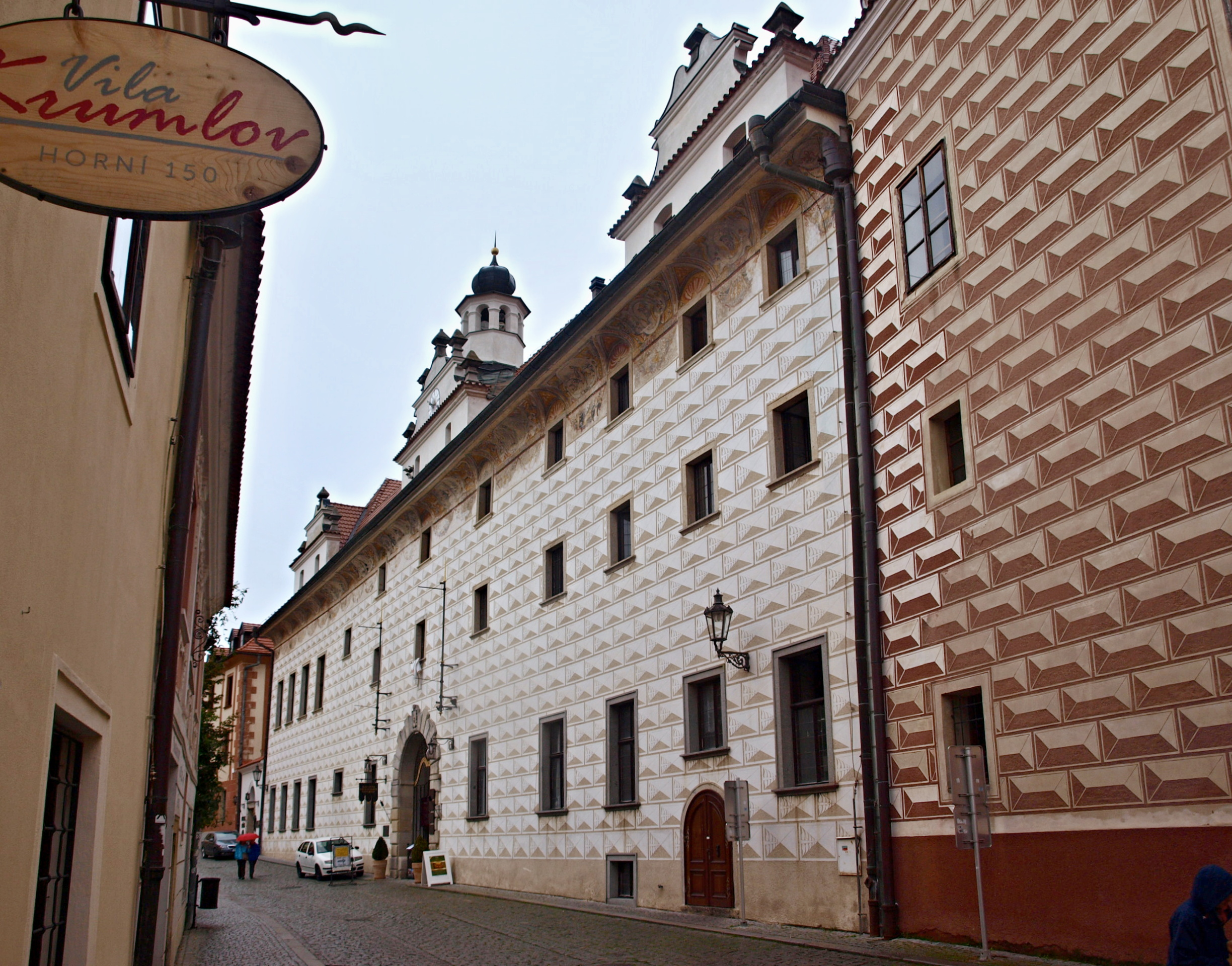
Ehemaliges Jesuitenkolleg in Český Krumlov

Jesuitenschulen sind Schulen, die vom Jesuitenorden im Zuge der Gegenreformation gegründet wurden, um den eigenen Nachwuchs auszubilden und Einfluss auf die Erziehung und Ausbildung zukünftiger Entscheidungsträger zu nehmen. Die Schulen gehören zu einer dauerhaften Niederlassung, dem Jesuitenkolleg, als gemeinsamen Wohnhaus der Ordensangehörigen. Dazu gehört ferner in der Regel eine vom Orden betreute Jesuitenkirche. An der Spitze des Kollegs steht ein ernannter Oberer, der Rektor.
Der Jesuitenorden leitet seine Erziehungsgrundsätze von der Welt- und Lebenssicht des Ignatius von Loyola her. 1599 entstand aus der pädagogischen Arbeit des jungen Ordens heraus und für die wachsende Zahl der Kollegien die Ratio Studiorum, eine Art Studienordnung für Jesuitenschulen. Die von den Jesuiten gegründeten Schulen und Universitäten sollten gewährleisten, dass kommende Generationen fest verwurzelt im katholischen Glauben heranwuchsen – modern ausgedrückt, sicherten sie sich damit langfristig die kulturelle Hegemonie. Die Organisation wurde 1558 in den Konstitutionen festgeschrieben. Mit dem jahrzehntelangen Verbot des Ordens gab es 1773 zwar einen starken Einschnitt, doch bestehen weltweit heute wieder jesuitische Bildungseinrichtungen. Auch diese sind von Missbrauchsfällen betroffen.

## Der Orden als Bildungsinstitution

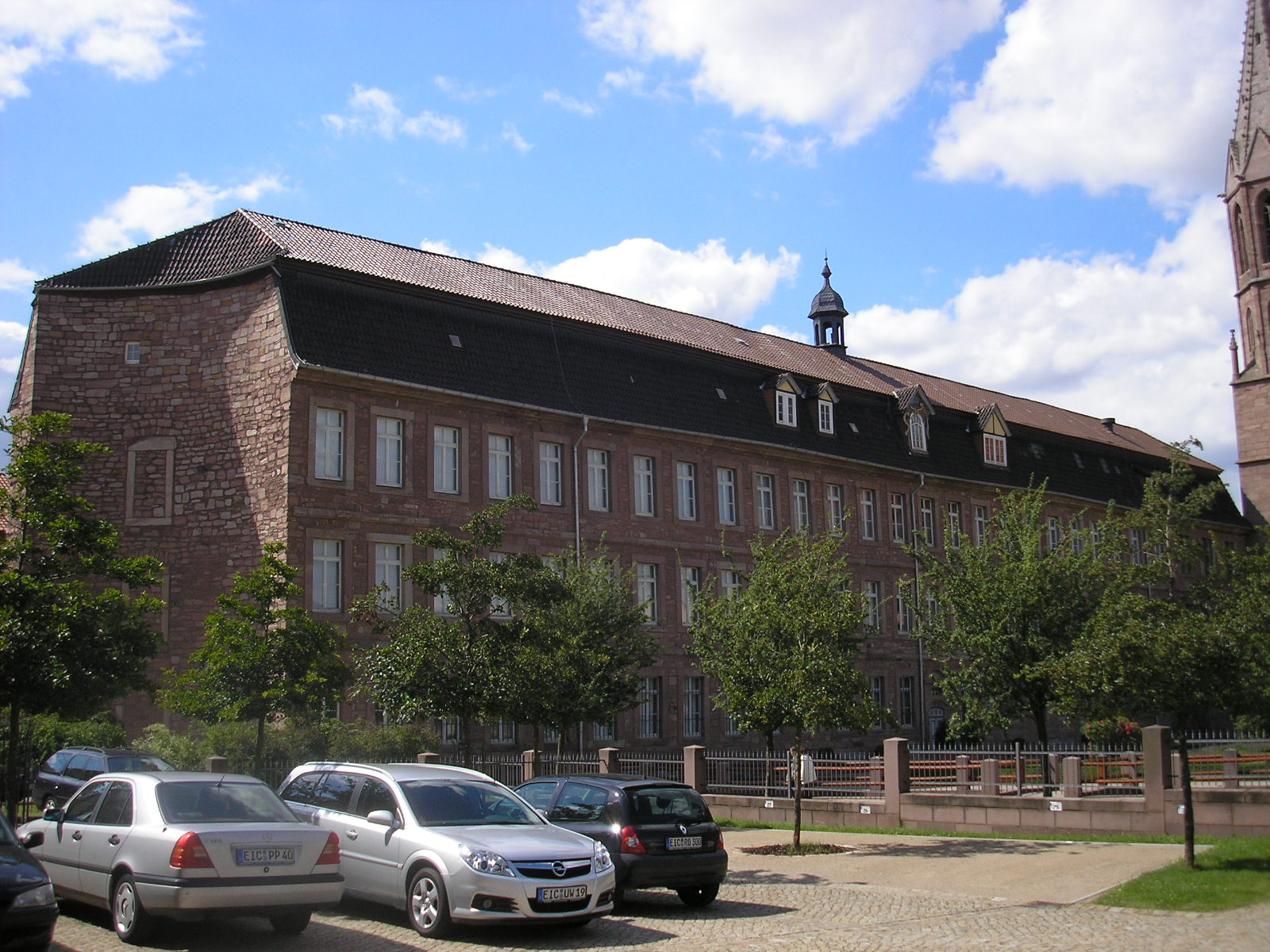
Ehemaliges Jesuitenkolleg in Heiligenstadt

Die Jesuiten spielten lange eine dominierende Rolle im Bildungssystem Europas. Die Anregung zur Einrichtung von Bildungsstätten ging auf Ignatius von Loyola selbst zurück, der 1551 vorschlug, dort außer Theologie auch Logik und die antiken Klassiker zu lehren; später kamen noch Mathematik, Astronomie, Physik und Philosophie hinzu. Zu Beginn des 18. Jahrhunderts gab es in ganz Europa zahlreiche Schulen, an denen z. B. die Söhne von Adligen unterrichtet wurden, deren Zahl insgesamt um 5 % aller Schüler lag. Aber auch Schüler von niedrigerer sozialer Herkunft (10 bis 30 %) konnten mit Hilfe der Ausbildung sozial aufsteigen und bis in Regierungsämter gelangen. Die meisten waren Bürger-, Beamten- und Handwerkersöhne.
Obwohl sich die Jesuiten den Zielen der Aufklärung wie Toleranz, Fortschrittsglaube und Skepsis gegenüber allem, was rationaler Kritik nicht standhält, entgegenstemmten, bot das breite Bildungsangebot des Jesuitenordens der Epoche eine Grundlage. Bis heute ist die jesuitische Bildung weltweit als besonders breitgefächerte, humanistische und aufgeklärte Ausbildung bekannt.
Als wichtiger Beitrag konnte in Publikationen des Ordens wie dem Journal de Trévoux öffentlich zeitgenössische Literatur diskutiert werden, ohne dabei Inquisition oder Zensur zu fürchten. Aus diesem Grund bedauerte selbst Voltaire den Niedergang des Ordens im späteren Verlauf des 18. Jahrhunderts.
Weltweit unterhalten die Jesuiten heutzutage Hochschulen, Schulen und Internate, in denen sie insgesamt mehr als 2 Millionen jungen Menschen allgemeine Bildungsinhalte vermitteln, um sie dabei zugleich auf ihr späteres Leben nach den Grundsätzen des (katholisch-)christlichen Menschenbildes vorzubereiten: zu „Menschen für andere“ sollen sie heranreifen.

## Ratio Studiorum

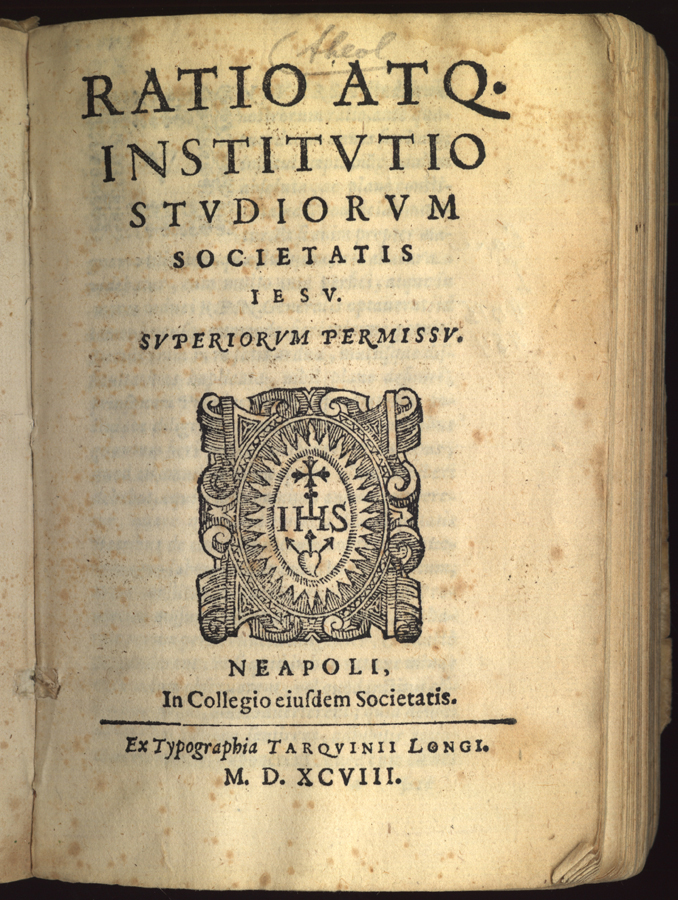
Die Ratio Studiorum, 1598

Die Ratio Studiorum ist ein Leitfaden oder eine Anleitung zum Lernen. Der Originaltitel lautet Ratio atque Institutio Studiorum Societatis Iesu. Seit 1599 ist die Ratio Studiorum die maßgebliche Anleitung jesuitischer Erziehung und Ausbildung weltweit. Sie regelte das gesamte Unterrichtswesen der Societas Jesu und blieb bis zur Aufhebung des Ordens 1773 verbindlich.
Die Anleitung hat mehrere internationale Autoren, jedoch ist die Päpstliche Universität Gregoriana aus Rom federführend zu nennen. Die Ursprünge reichen schon auf Aufzeichnungen von Ignatius von Loyola selbst zurück. Erste Anweisungen zur Selbstreflexion an seine frühen Gefährten schrieb Ignatius bereits 1522 bzw. 1541 nieder und bilden bis heute die Grundlage von Exerzitien.
Der Aufbau eines schulischen Netzwerkes war zur Zeit der Gründung der Gesellschaft Jesu noch nicht geplant. Dies entwickelte sich erst später aus der täglichen Arbeit der jungen Ordensgemeinschaft. Der schnell an jungen Männern wachsende Orden benötigte ein ebenso schnell wachsendes System der Ausbildung. In wenigen Jahren entstand in ganz Europa ein dichtes Netz an Schulen und Universitäten, ausgehend von Messina  in Sizilien 1548. Schnell folgten Palermo, Rom (1551) und Köln. Bis zum Tode von Ignatius 1556 betrieb der Jesuitenorden bereits 74 Schulen, Ende des Jahrhunderts waren es bereits über 1000 Schulen weltweit. Das jesuitische Schulsystem war ursprünglich ausgerichtet auf die Ausbildung des eigenen Ordensnachwuchses, erst Ende des 16. Jahrhunderts öffnete es sich auch für weltliche Schüler.
Unter dem Ordensgeneral Claudio Acquaviva 1581 wurde ein Komitee aus zwölf Jesuitenpatern einberufen, ohne nennenswerte Ergebnisse zu erarbeiten. Deshalb wurde 1584 ein neues Komitee aus folgenden sechs Patres einberufen: Johann Azor (Spanien), Gaspar González (Portugal), James Tyrie (Schottland), Peter Busée (Holland), Anthony Ghuse (Flandern), und Stephan Tucci (Sizilien). Dieses Gremium entwickelte bis 1586 einen Entwurf, der in die verschiedenen Ordensprovinzen geschickt wurde, um ihn von praktizierenden Lehrern kommentieren zu lassen. Noch war der Einsatz im praktischen Unterricht nicht vorgesehen. 1591 entstand aus dem Entwurf und den eingeflossenen Reflexionen eine Vorabversion, die innerhalb von drei Jahren in allen Jesuitenschulen eingeführt werden sollte. In den Folgejahren wertete das Komitee die Ergebnisse aus und veröffentlichte 1599 das finale Werk.
Die Ratio Studiorum zeichnet sich durch Einheit, Festigkeit und Klarheit in Ziel und Mitteln sowie durch planmäßige Ordnung in Ausbildung der geistigen Fähigkeiten der Schüler aus. Sie ist kein systematischer Aufbau des Erziehungs- und Unterrichtswesens an den Jesuitenkollegien, sondern bietet den Lehrstoff und die Lehrmethoden in Form einer Sammlung von praktischen Regeln für die Leiter der Universitäten und Gymnasien und deren ausführende Organe. Sie richtet sich an die Provinziäle, Rektoren, Studienpräfekten und Professoren und enthält Anweisungen über die Organisation des Lehrbetriebes an den Kollegien, über Unterrichtsinhalte, Ziele und Methoden. Sie grenzt die Kompetenzen der verschiedenen Leiter ab, gibt Bedingungen für die Aufnahme und den Austritt und regelt das Vorgehen bei Prüfungen und Preisverteilungen.
Es gab fünf Klassen nach Lernfortschritt im Sprachunterricht in Latein und Griechisch, darüber in größeren Einrichtungen eine Philosophie-Klasse und eine bis zu vier Jahren umfassende Theologie-Klasse. Die Unterrichtssprache war immer Latein, es sollte auch außerhalb des Unterrichts benutzt werden. Andere Fächer wie Mathematik wurden auch einbezogen, besonders wenn einzelne Patres sich des Faches annahmen, aber insgesamt nachgeordnet. Geschichte kam nur als Lektüre antiker Schriftsteller vor, doch hat Torsellini ein erstes Geschichtsbuch für den Unterricht geschrieben. Pädagogische Pioniere waren Jesuitenschulen in der Wertschätzung von Wettbewerben unter den Schülern, kindgemäßer Anpassung des Schulstoffs, Veranschaulichung über Embleme sowie Spiel und Theater. Manches übernahmen sie von den Brüdern vom gemeinsamen Leben.

## Prinzipien jesuitischer Erziehung
Bis zur Ratio Studiorum gab es zunächst kein ausdrückliches pädagogisches Programm, doch wiesen die Jesuitenschulen eine Reihe von Gemeinsamkeiten auf:
- Verzicht auf Schulgeld, um auch für die Armen zugänglich zu sein;
- Vereinbarkeit des Christentums mit dem zeitgenössischen Humanismus, d. h. ein optimistisches Menschenbild zu vertreten und sich an den Klassikern zu orientieren;
- Vermittlung des Lehrstoffes in ansprechender Form, d. h. durch Disputationen und Theater;
- Angebot eines profilierten religiösen Programms neben dem schulischen Angebot;
- Betonung des persönlichen Vorbildes.

All diese Regelungen sind von der Erziehungsidee der Jesuiten getragen. Charakteristisch für eine Jesuitenschule sind:
- Wertschätzung des Einzelnen
- Fähigkeit zur Reflexion
- Verpflichtung zur Gerechtigkeit
- Wachhalten der Frage nach Gott.

## Heutige Grundzüge der jesuitischen Erziehung
Eine internationale Arbeitsgruppe des Ordens hat die Grundzüge jesuitischer Erziehung in den vergangenen Jahren neu reflektiert und 1986 formuliert. Hier eine schematische Übersicht:
1. Ignatius sieht in Gott als seinem Schöpfer und Herrn die wichtigste und absolute Realität. Jesuitische Erziehung ist in ihrer Grundstimmung welt- und lebensbejahend. Das zeigt sich in einer grundsätzlichen Offenheit gegenüber allen Fragen; auch in der Bereitschaft, die Welt in ihrer innersten Wurzel als gut anzusehen. Jesuitische Erziehung zielt auf ganzheitliche Bildung des einzelnen ab. Diese Erziehung hat eine religiöse Dimension, die die gesamte Erziehung mitbestimmt.
2. Jeder Mensch ist von Gott erkannt und geliebt. Diese Liebe fordert zu einer persönlichen Antwort auf, die in voller Freiheit gegeben werden muss. Jesuitische Erziehung legt Gewicht auf individuelle Zuwendung und Sorge für jeden einzelnen Schüler. Sie betont die Eigeninitiative und hält dazu an, ein Leben lang weiter zu lernen.
3. Beim Menschen stellt sich diese freie Antwort nicht von selbst ein. Grund dafür sind die Sünde und ihre Folgen. Es gilt die Hindernisse zu erkennen und zu überwinden, die der Freiheit entgegenstehen. Jesuitische Erziehung zielt auf die Fähigkeit ab, klar und kritisch zu unterscheiden und eine freie, verantwortliche Entscheidung zu treffen.
4. Jesus Christus steht im Mittelpunkt. Er ist Mensch wie wir und fordert uns auf, liebend den Willen des Vaters zu suchen und ihm im Zeichen des Kreuzes nachzufolgen. Jesuitische Erziehung sieht in Jesus Christus das Vorbild menschlichen Lebens. Gebet, Gottesdienst und Einsatz für den Nächsten versteht sie als Ausdruck des Glaubens.
5. Eine liebende, freie Antwort kann nicht bloß Theorie bleiben; sie muss unbedingt zu entschiedener sozialer Aktion führen. „Die Liebe muss mehr in die Werke als in die Worte gelegt werden“. Jesuitische Erziehung sucht „Männer und Frauen für andere“ heranzubilden, die ein Gespür für soziale Gerechtigkeit entfalten und die auch bereit sind, ihre Ideale in die Tat umzusetzen.
6. Ignatius lebt in entschiedener Verbundenheit mit der Kirche. Jesuitische Erziehung ermutigt zu aktivem Mitleben mit der kirchlichen Gemeinschaft und unterstützt das ökumenische Anliegen.
7. Die Antwort auf Gottes Ruf soll „von jeweils größerem Wert und von größerer Bedeutung“ sein. Jesuitische Erziehung sucht die Bereitschaft zum „jeweils größeren und besseren“ zu wecken. Das bedeutet eine möglichst vollkommene Entfaltung der Fähigkeiten, verbunden mit der Bereitschaft, sie für andere einzusetzen.
8. Ignatius sammelt Gefährten: Als Gemeinschaft für das Reich Gottes zu arbeiten ist weit wirksamer, als es einzeln oder in kleinen Gruppen zu tun. Jesuitische Erziehung betont die Zusammenarbeit von Jesuiten und Nichtjesuiten in einer gemeinsamen Sendung und Aufgabe. Sie erfordert Einigkeit in der Zielsetzung und im pädagogischen Einsatz und geschieht in einer Struktur, die Gemeinschaft fördert.
9. Ignatius und seine Gefährten fällen Entscheidungen in einem von Gebet begleiteten Prozess individueller und gemeinschaftlicher „Unterscheidung“. Gefällte Entscheidungen werden reflektiert, überprüft und neuen Gegebenheiten angepasst. Jesuitische Erziehung ist in ihren Mitteln und Methoden anpassungsfähig, um ihre Ziele so effektiv wie möglich zu erreichen. Sie unterstützt die jeweils erforderliche Fortbildung, insbesondere der Lehrer.

## Schulen und Universitäten in Europa
Nach der raschen Gründungswelle in der Frühen Neuzeit nahm die Zahl der Institute im 18. Jahrhundert wieder ab, der Höhepunkt lag 1710 bei 612 Kollegien. Außerhalb Russlands mussten die Schulen spätestens 1773 wegen des Verbotes schließen. Die manchmal nur zeitweilige Wiederzulassung wurde zu verschiedenen Zeitpunkten je nach Staat erreicht.

### Deutschland

#### Gymnasien

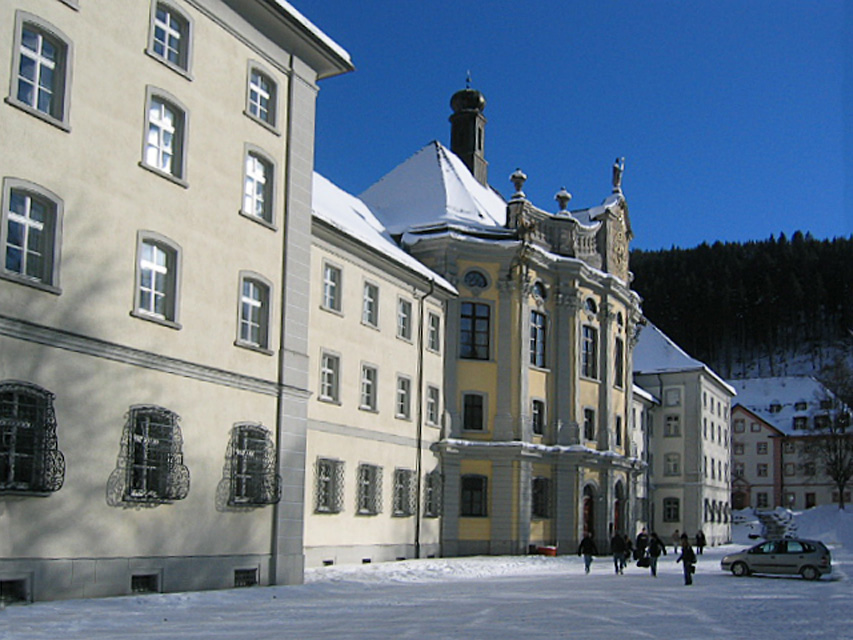
Altbaupforte des Kollegs St. Blasien im Schwarzwald

- Aloisiuskolleg (Bonn-Bad Godesberg)
- Canisius-Kolleg Berlin
- Kolleg St. Blasien
- Sankt-Ansgar-Schule, Hamburg (von Jesuiten geprägt, in Trägerschaft des Erzbistums Hamburg)

#### Als Jesuitenschule gegründete Gymnasien
- Erasmus-Gymnasium Amberg

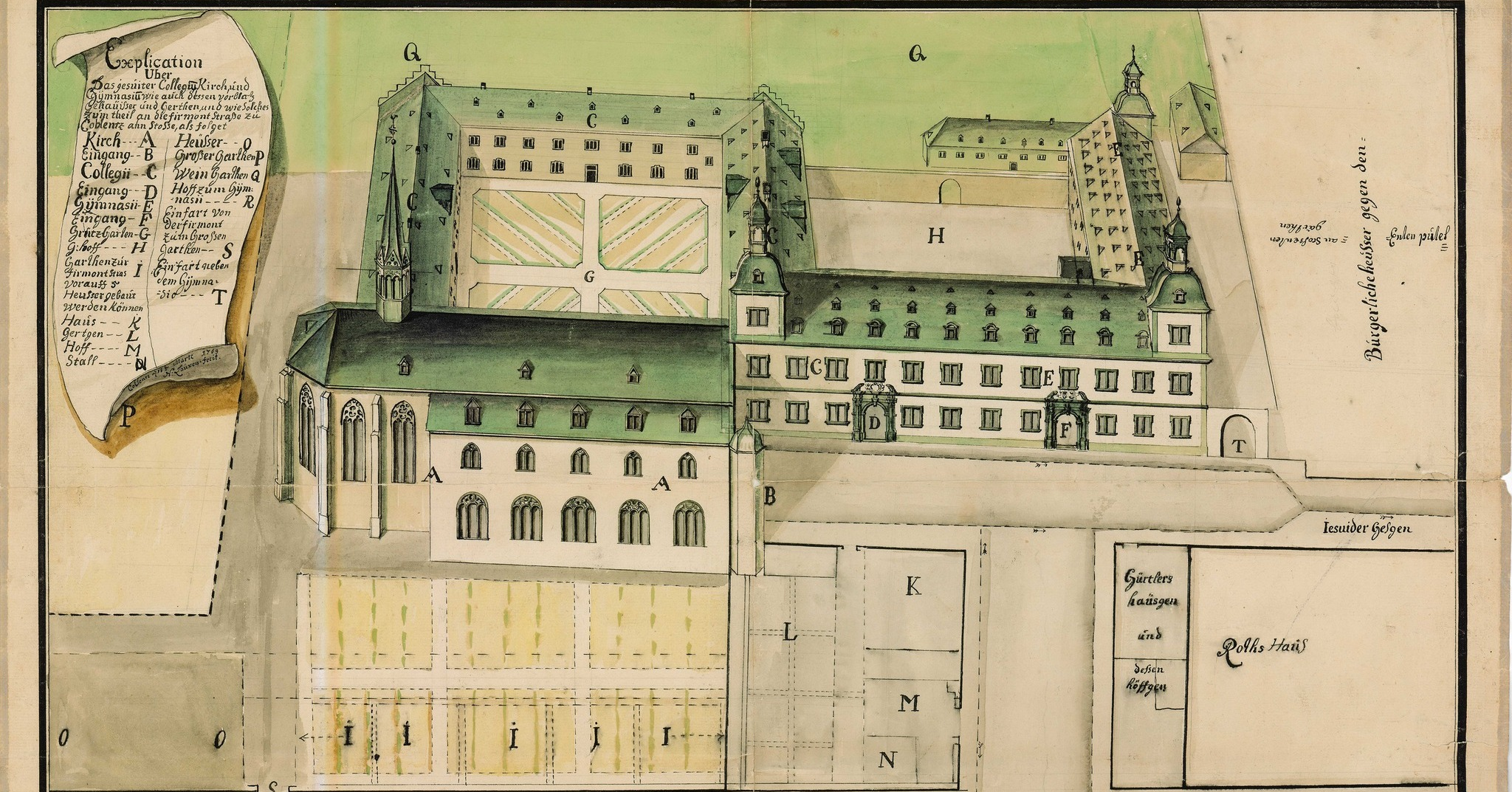
Jesuitenkolleg und -kloster in Koblenz, Plan von Nikolaus Lauxen 1769

- St. Michael-Gymnasium (Bad Münstereifel)
- Mauritius-Gymnasium Büren
- Kurfürst-Maximilian-Gymnasium Burghausen
- Fürst-Johann-Ludwig-Schule Hadamar
- Gymnasium Josephinum Hildesheim
- Görres-Gymnasium (Koblenz)
- Dreikönigsgymnasium (Köln ab 1551)
- Heinrich-Suso-Gymnasium Konstanz
- Rabanus-Maurus-Gymnasium Mainz
- Gymnasium Leopoldinum (Passau)
- Friedrich-Wilhelm-Gymnasium (Trier)
- Rudi-Stephan-Gymnasium Worms[Anm. 1]
- Wirsberg-Gymnasium (Würzburg)

#### Ehemalige Gymnasien
- Jesuitenkolleg Baden-Baden
- Jesuitenkolleg Düsseldorf
- Jesuitenkolleg Erfurt
- Jesuitenkolleg Goslar
- Jesuitenkolleg Kaufbeuren
- Jesuitenkolleg München
- Jesuitenkolleg Münster
- Jesuitenkolleg Landshut
- Jesuitenkolleg Passau

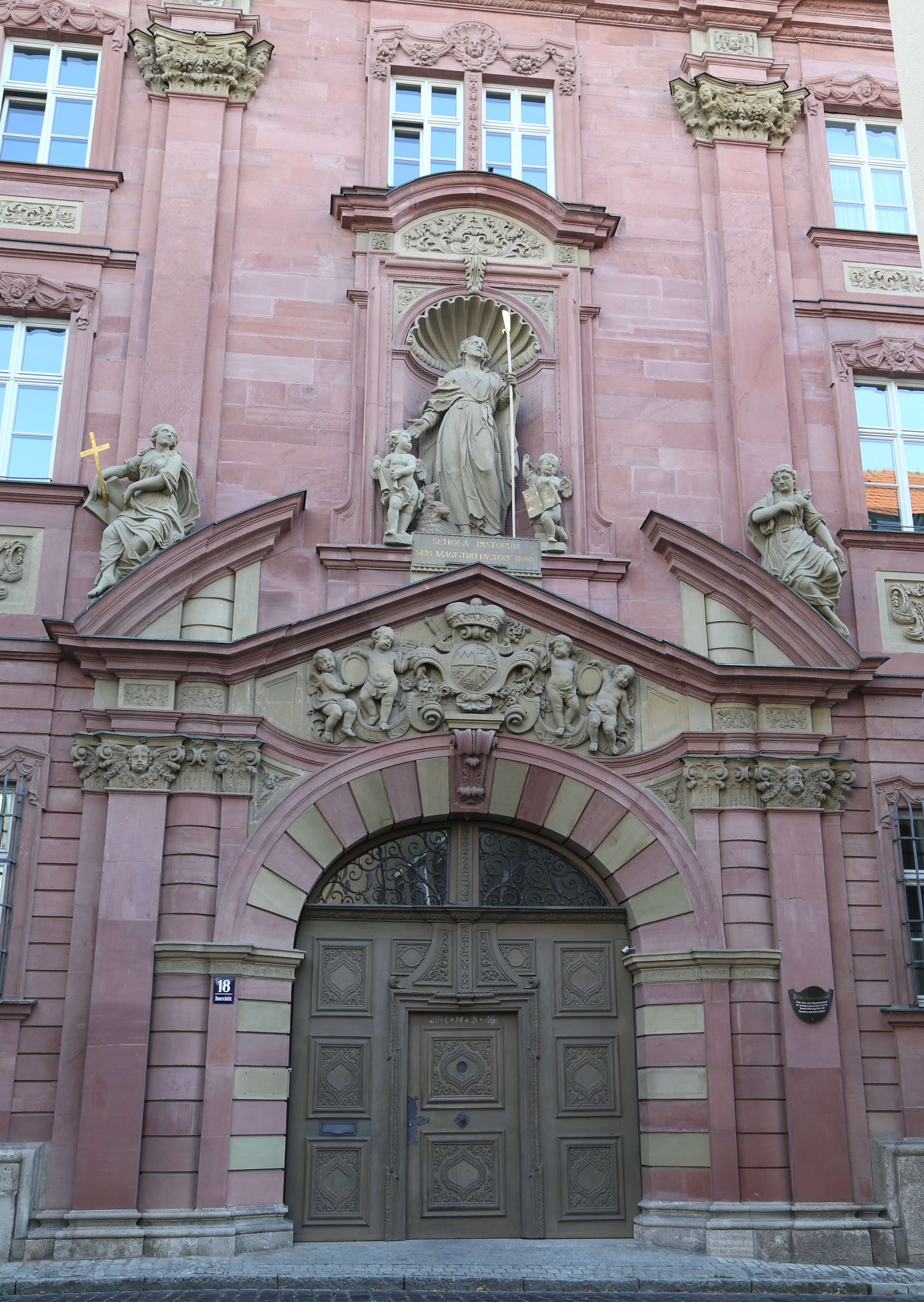
Priesterseminar Würzburg, ehemals Jesuitenkolleg

- Jesuitenkolleg St. Paul Regensburg. Das Jesuitenkolleg wurde 1811 mit dem städtischen, protestantischen Gymnasium poeticum vereinigt zum „Vereinigten paritätischen Gymnasium“, das 1880 umbenannt in „Altes Gymnasium“ zum Vorläufergymnasien des heutigen Albertus-Magnus-Gymnasiums wurde
- Jesuitenkolleg St. Salvator Augsburg. Nach seiner Auflösung 1806 wurde das Kolleg von König Ludwig I. 1828 in das staatliche Gymnasium bei St. Stephan übergeführt.
- Jesuitenkolleg Siegen[7]
- Jesuitenkolleg Straubing
- Jesuitenkolleg Würzburg; siehe Priesterseminar Würzburg

#### Universitäten
- Universität Ingolstadt (Ingolstadt) (siehe auch Jesuitenkolleg Ingolstadt)
- Hochschule für Philosophie München (München)
- Philosophisch-Theologische Hochschule Sankt Georgen (Frankfurt am Main)
- Jesuitenuniversität Breslau (Breslau) (1702–1742)

### Österreich

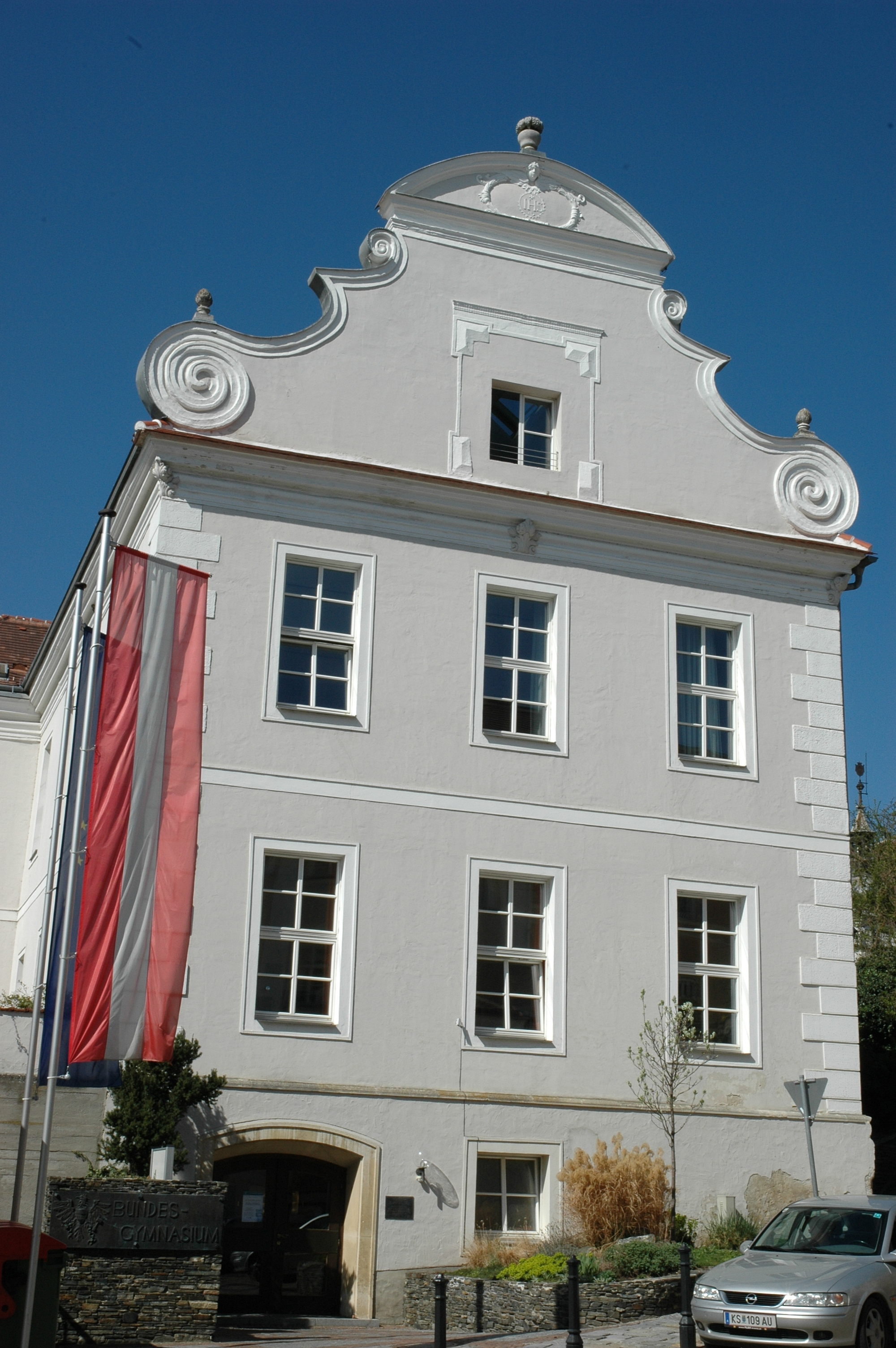
Ehemaliges Jesuitengymnasium Krems

- Stella Matutina Feldkirch, Vorarlberg (ab 1550, erneut 1856–1979), heute Landeskonservatorium
- Akademisches Gymnasium Graz, Bürgergasse 15, Steiermark (ab 1573)
- Karl-Franzens-Universität Graz, Jesuitenuniversität (1585–1773)
- Jesuitenkolleg Graz (ab 1573), heute Priesterseminar Bürgergasse 2
- Jesuitenkolleg (Hall in Tirol) (ab 1573)
- Akademisches Gymnasium Innsbruck, Tirol (ab 1562)
- Jesuitenkolleg Klagenfurt (ab 1604)
- Jesuitengymnasium Krems (ab 1616)
- Akademisches Gymnasium (Wien) (ab 1553)
- Jesuitenkolleg Wiener Neustadt, (ab 1666) Niederösterreich, heute Stadtarchiv

### Schweiz

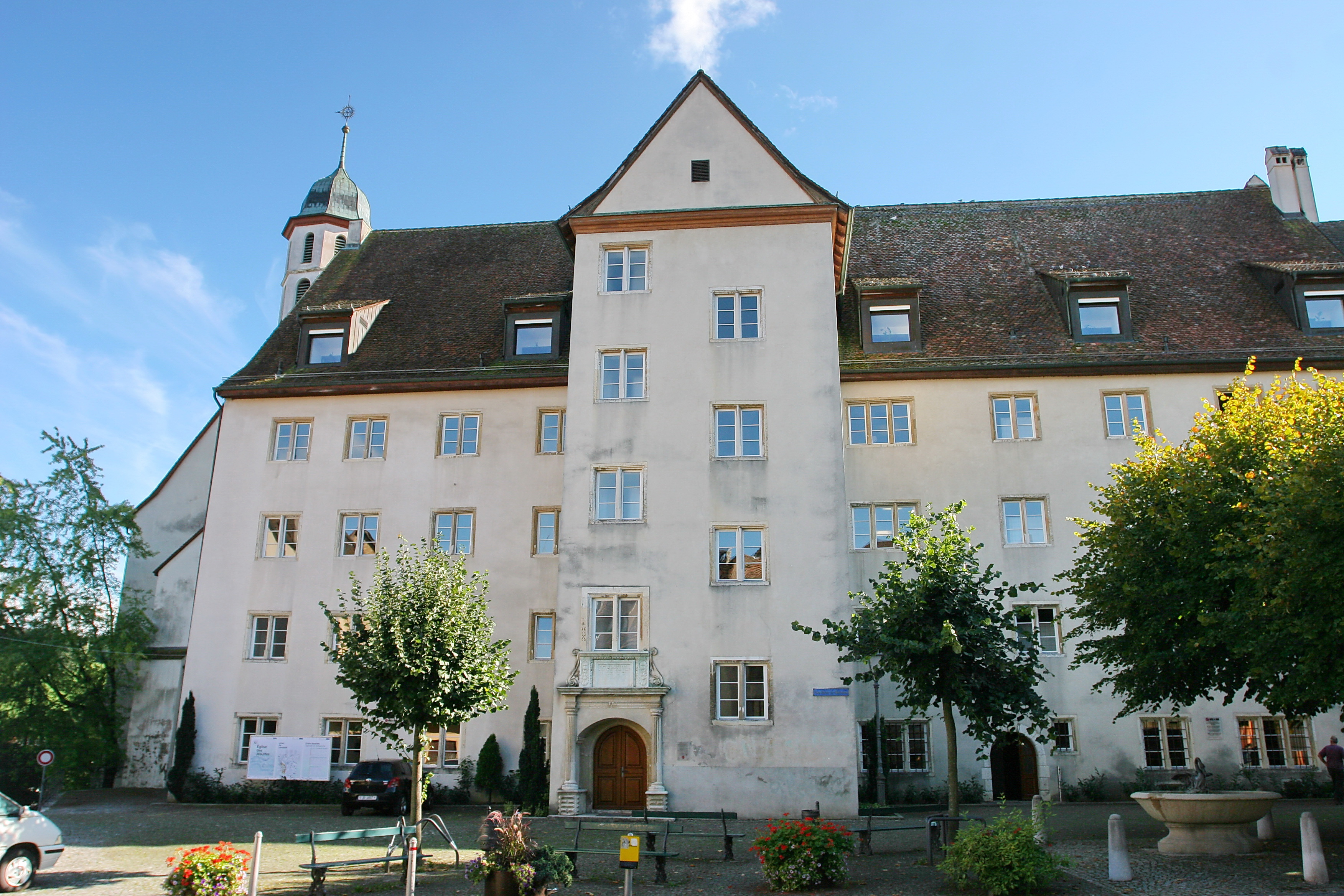
Jesuitenkolleg in Pruntrut

- Jesuitenkolleg Luzern (ab 1577 Jesuitengymnasium Franz Xaver, heute Regierungsgebäude des Kantons Luzern)[8], siehe auch Jesuitenkirche (Luzern)
- Kollegium St. Michael Freiburg im Ü. (ab 1582)[9]
- Porrentruy (ab 1591)
- Solothurn (ab 1646)
- Bellinzona (ab 1646)

### Belgien
- Jesuitenkolleg Antwerpen (ab 1562), heute Kirche St. Karl Borromäus (Antwerpen)
- Jesuitenkolleg Tournai (ab 1562), heute Priesterseminar
- Jesuitenkolleg Collège en Isle Lüttich (ab 1582), heute Universität Lüttich
- Jesuitenkolleg Gent (ab 1585), heute Campus der Universität Gent
- Jesuitenkolleg Leuven (ab 1598), heute Kirche Sint-Michiel
- Jesuitenkolleg Brügge (ab 1596), heute Europa-Kolleg und Kirche Sint-Walburgakerk

### Belarus
- Jesuitenkolleg Polazk (ab 1580)[10]

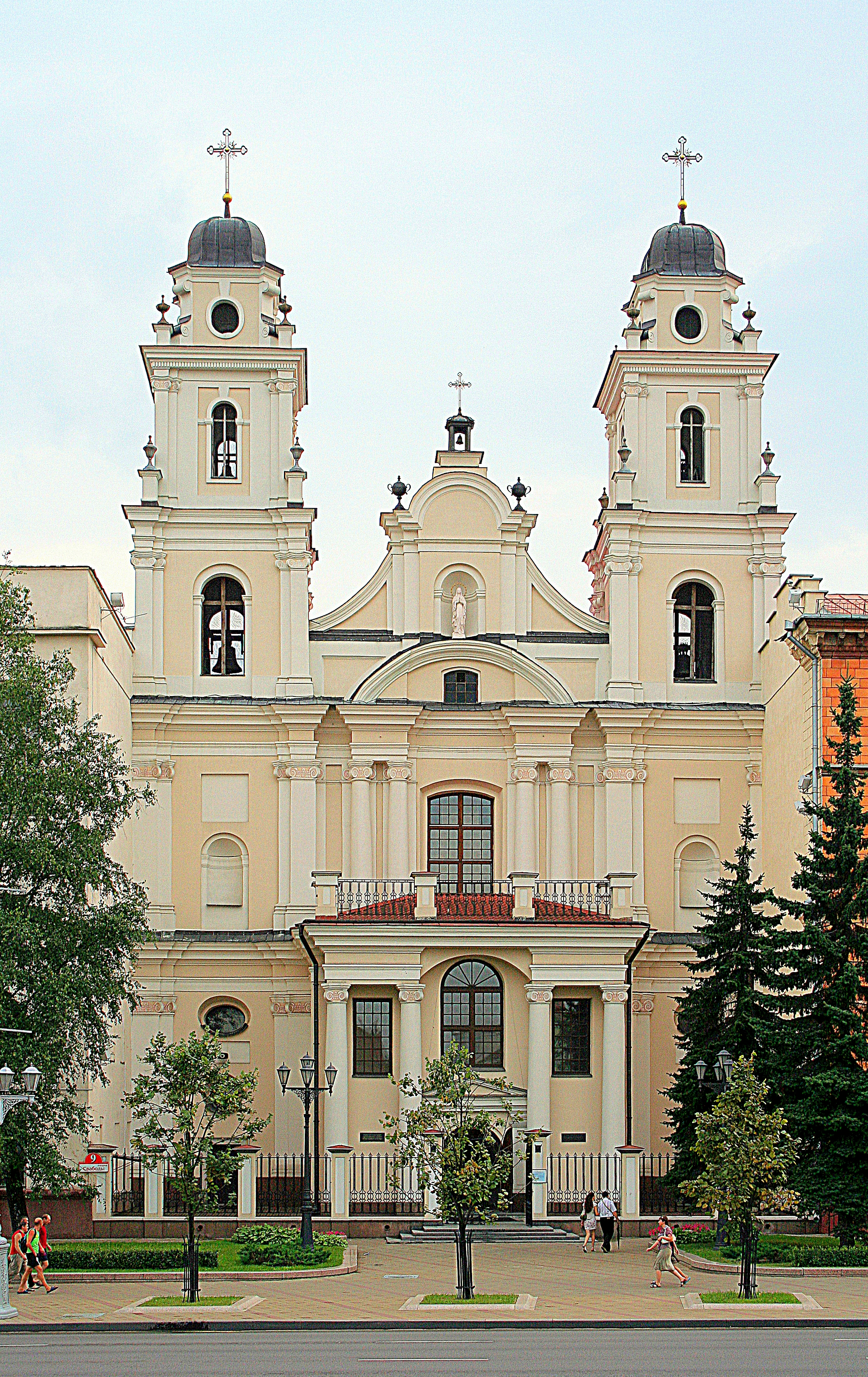
Jesuitenkirche Mariendom in Minsk

- Jesuitenkolleg Njaswisch (1593), heute Fronleichnamskirche
- Jesuitenkolleg Orscha (1610)
- Jesuitenkolleg Grodno (1622), heute katholische Kathedrale des heiligen Franz Xaver
- Jesuitenkolleg Brest (1629)
- Jesuitenkolleg Witebsk (1640)
- Jesuitenkolleg Minsk (1654)

### Estland
- Jesuitenkolleg in Tartu (ab 1586)

### Frankreich

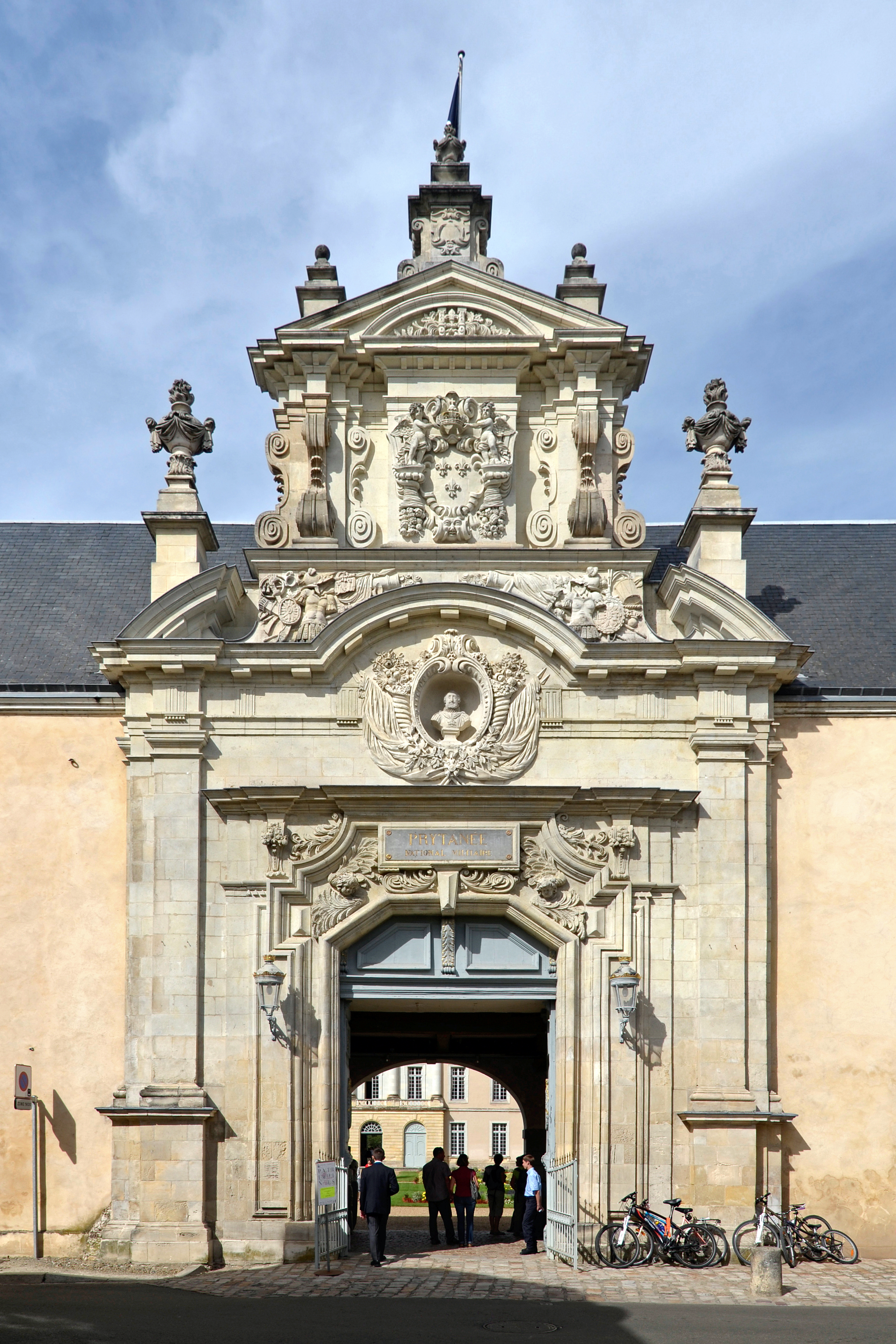
Portal des ehemaligen Klosters La Flèche (Schule von Descartes)

- Jesuitenkolleg Billom (ab 1556, erneut ab 1604), heute Collège du Beffroi
- Jesuitenkolleg Pamiers (ab 1559 und 1630), heute Collège Joseph-Paul Rambaud
- Jesuitenkolleg Lille (ab 1562), heute Kirche Saint-Étienne de Lille
- Collège Henri-IV de La Flèche (ab 1604)
- Lycée Saint-François-Xavier in Vannes (wieder seit 1850 nach dem Gesetz Falloux)
- Lycée Saint Louis de Gonzague (umgangssprachlich „Franklin“) in Paris ab 1894

### Irland
- Jesuitenschulen Limerick (1565–1773)
- Jesuitenschule Galway (1620–1773)
- Belvedere College in Dublin (seit 1832)
- Crescent College in Limerick (seit 1859)

### Italien
- Jesuitenkolleg Messina (ab 1548)
- Jesuitenkolleg Venedig (ab 1550)
- Collegium Romanum (ab 1551)

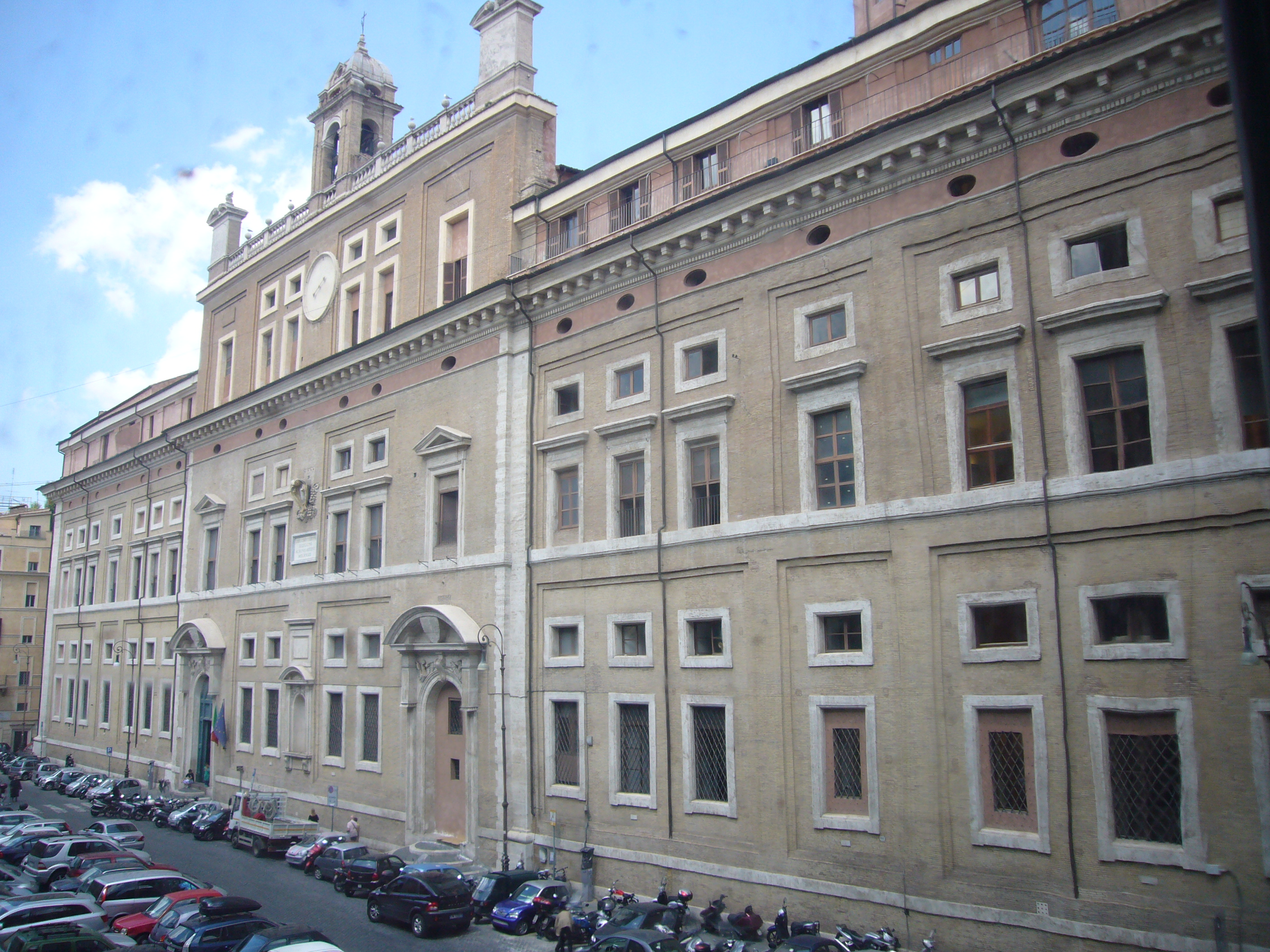
Collegium Romanum in Rom (1582)

- Collegium Germanicum Rom (ab 1552)
- Jesuitenkolleg Bologna (ab 1551)
- Collegium Maximum Neapel (ab 1552)
- Jesuitenkolleg Palazzo di Brera Mailand (ab 1571)
- Päpstliche Universität Gregoriana in Rom

### Kroatien

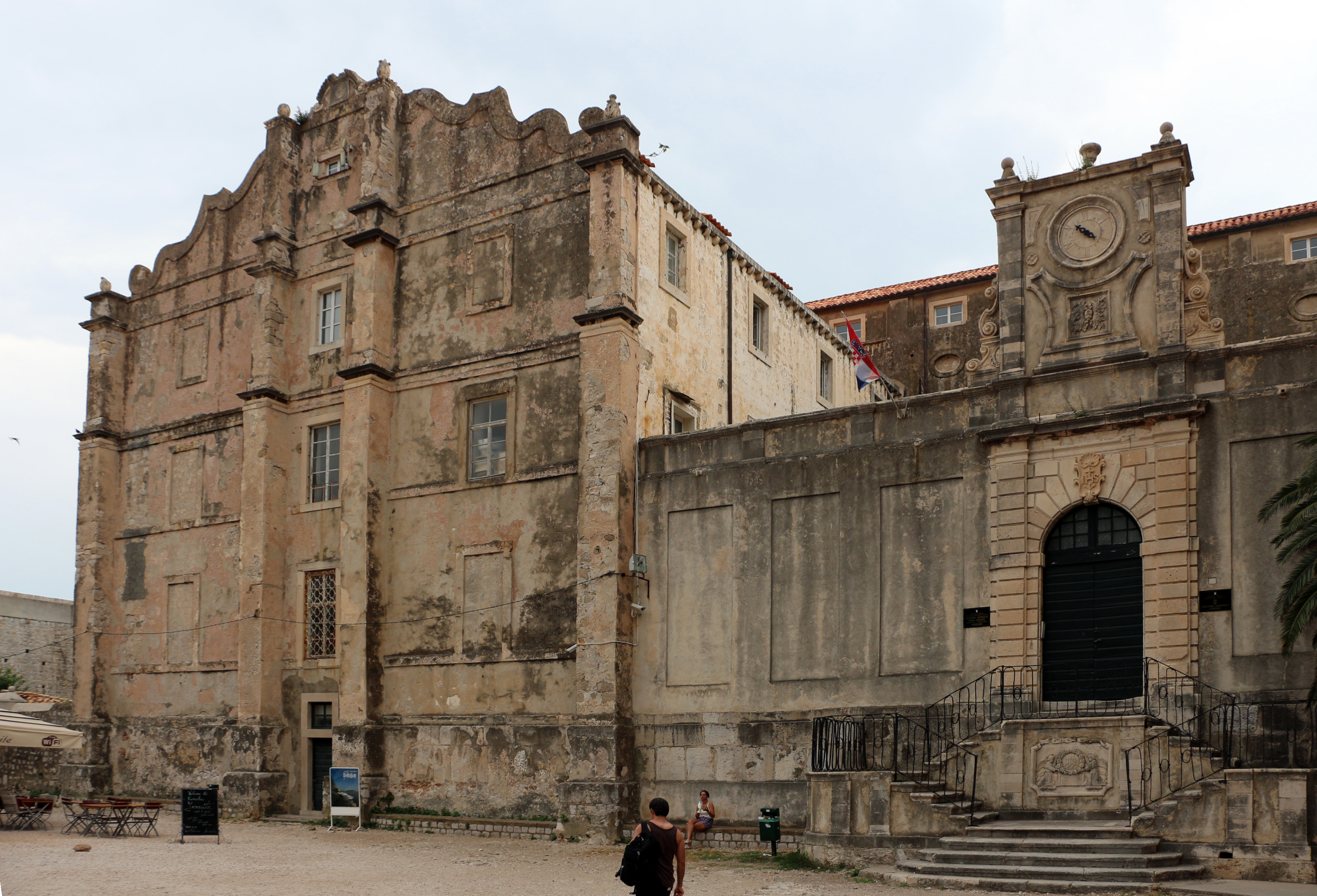
Ehemaliges Collegium Ragusinum in Dubrovnik

- Klassisches Gymnasium Zagreb (ab 1607)
- Jesuitengymnasium Rijeka (ab 1626)
- Jesuitenkolleg Varaždin (ab 1631)
- Collegium Ragusinum Dubrovnik (ab 1658)
- Jesuitenkolleg Split (ab 1703)
- Jesuitengymnasium Osijek (seit 1998)

### Lettland
- Jesuitenkolleg in Riga (1582–1621), mit St.-Jakobs-Kathedrale
- Jesuitenkolleg Cēsis (1582–1625), zunächst Residenz bis 1614

### Litauen

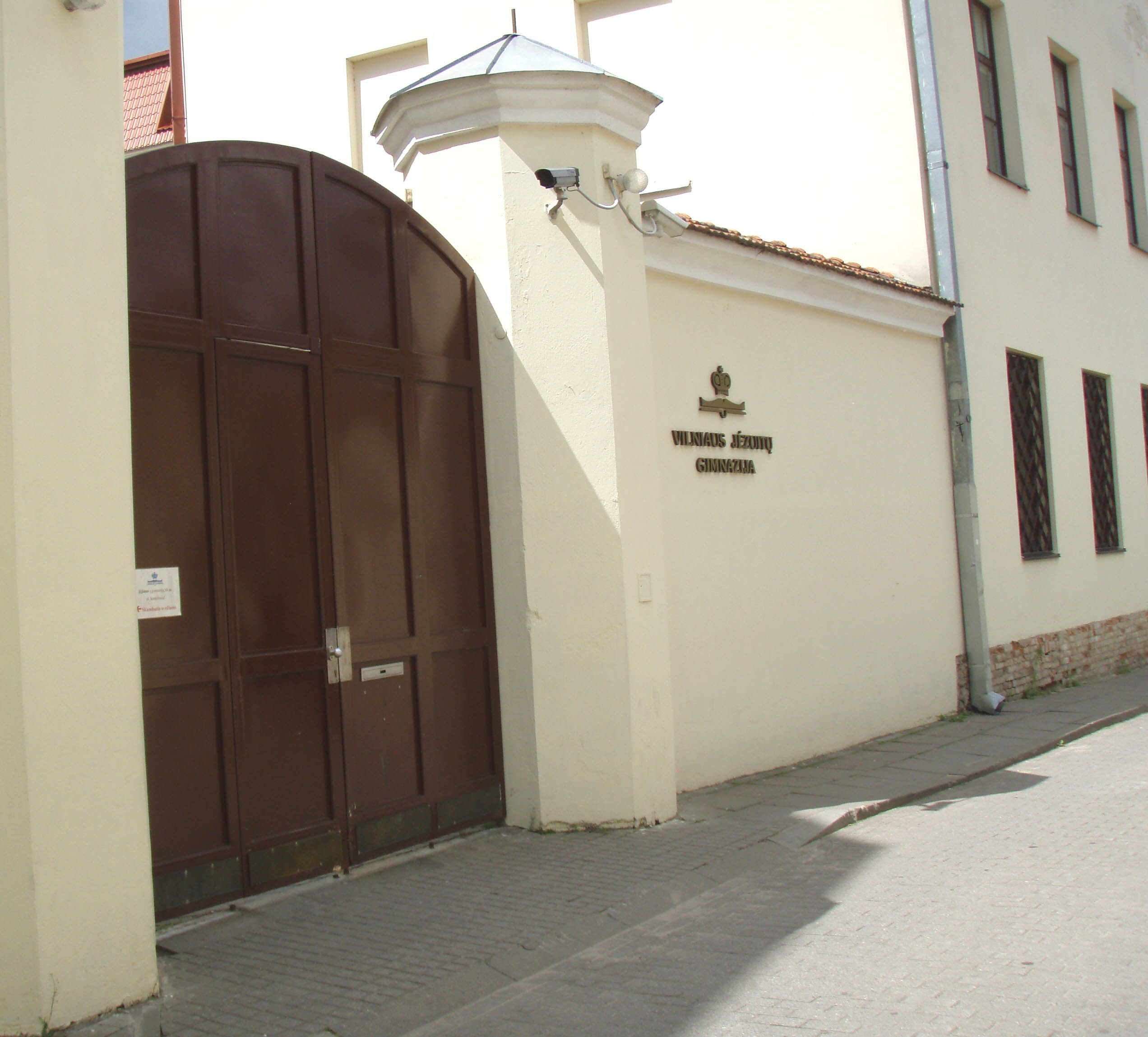
Jesuitengymnasium Vilnius

- Jesuitengymnasium Vilnius (ab 1570)

- Jesuitengymnasium Kaunas (ab 1649)

### Malta
- Collegium Melitense in La Valletta (1592–1768)

### Niederlande
- Jesuitenkollegium Maastricht (ab 1575), heute Jezuïetenhofje

### Polen
- Jesuitenschule Bydgoszcz

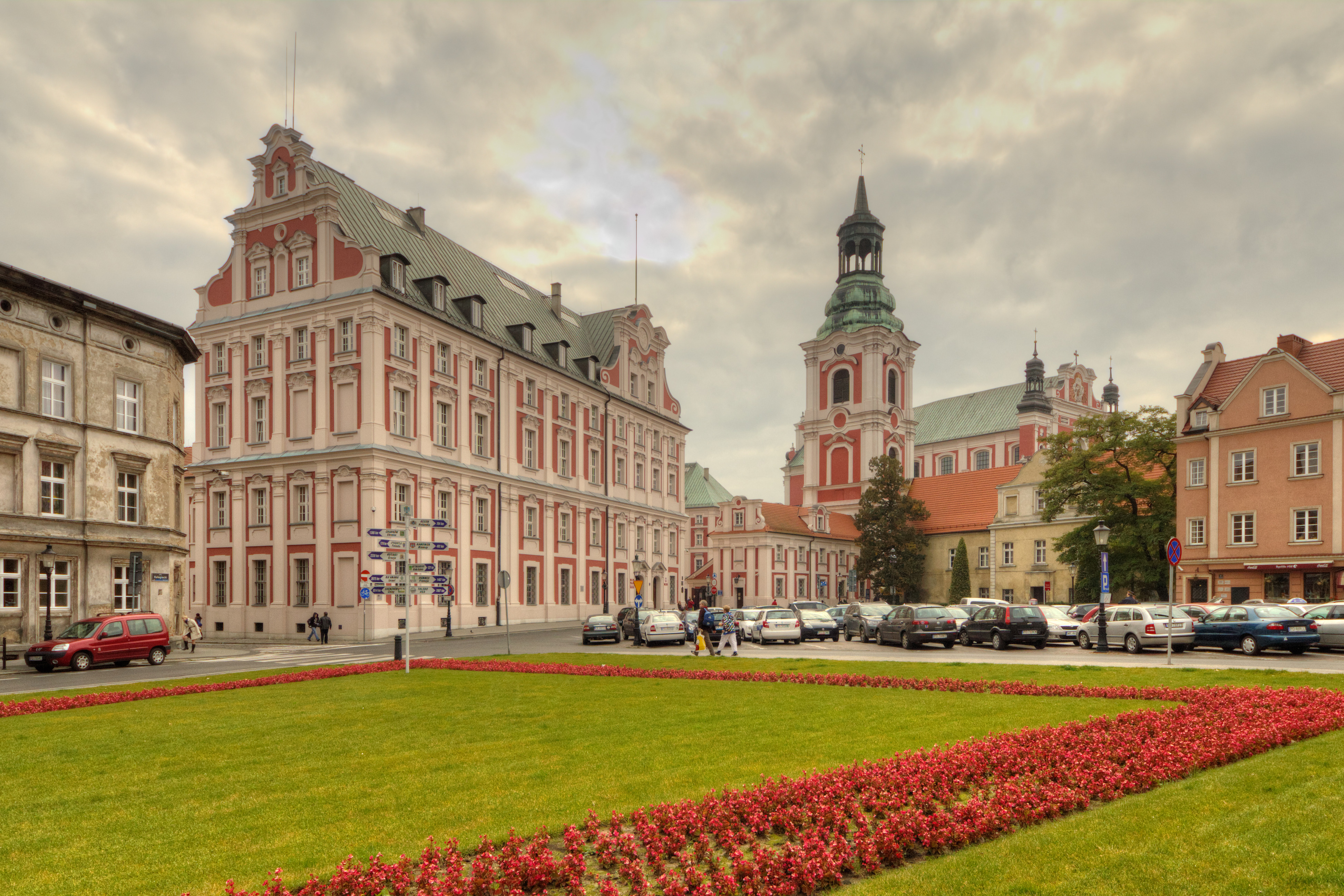
Posener Jesuitenkolleg

- Gymnasium Hosianum (Braunsberg), ab 1565
- Jesuiten in Danzig; Kolleg bei der Stadt in Alt Schottland
- Jesuitenkolleg Grudziadz
- Jesuitenkolleg Kalisz (ab 1583)
- Jesuitenkolleg Krakau; siehe Stephanskirche (Krakau-Altstadt) und St.-Barbara-Kirche (Krakau)
- Jesuitenkolleg Krosno (ab 1614)
- Jesuitenkolleg Lublin; siehe Johanneskathedrale (Lublin)
- Jesuitenkolleg Posen (ab 1571)
- Collegium Gostomianum Sandomierz (ab 1615)
- Jesuitenkolleg Toruń (ab 1593)
- Jesuitenschule Wałcz (ab 1665)
- Jesuitenkolleg Warschau; siehe Jesuitenkirche (Warschau)

### Portugal
- Jesuitenkolleg Coimbra (1542–1759), heute Geo- und Biowissenschaften der Universität Coimbra und Neue Kathedrale Coimbra
- Colégio de Santo Antão Lissabon (1553–1759), heute Hospital de São José
- Professhaus Lissabon, heute Santa Casa da Misericórdia, Museu de São Roque, Kirche Igreja de São Roque (Lissabon)

### Slowenien
- Gymnasium Bežigrad

### Spanien

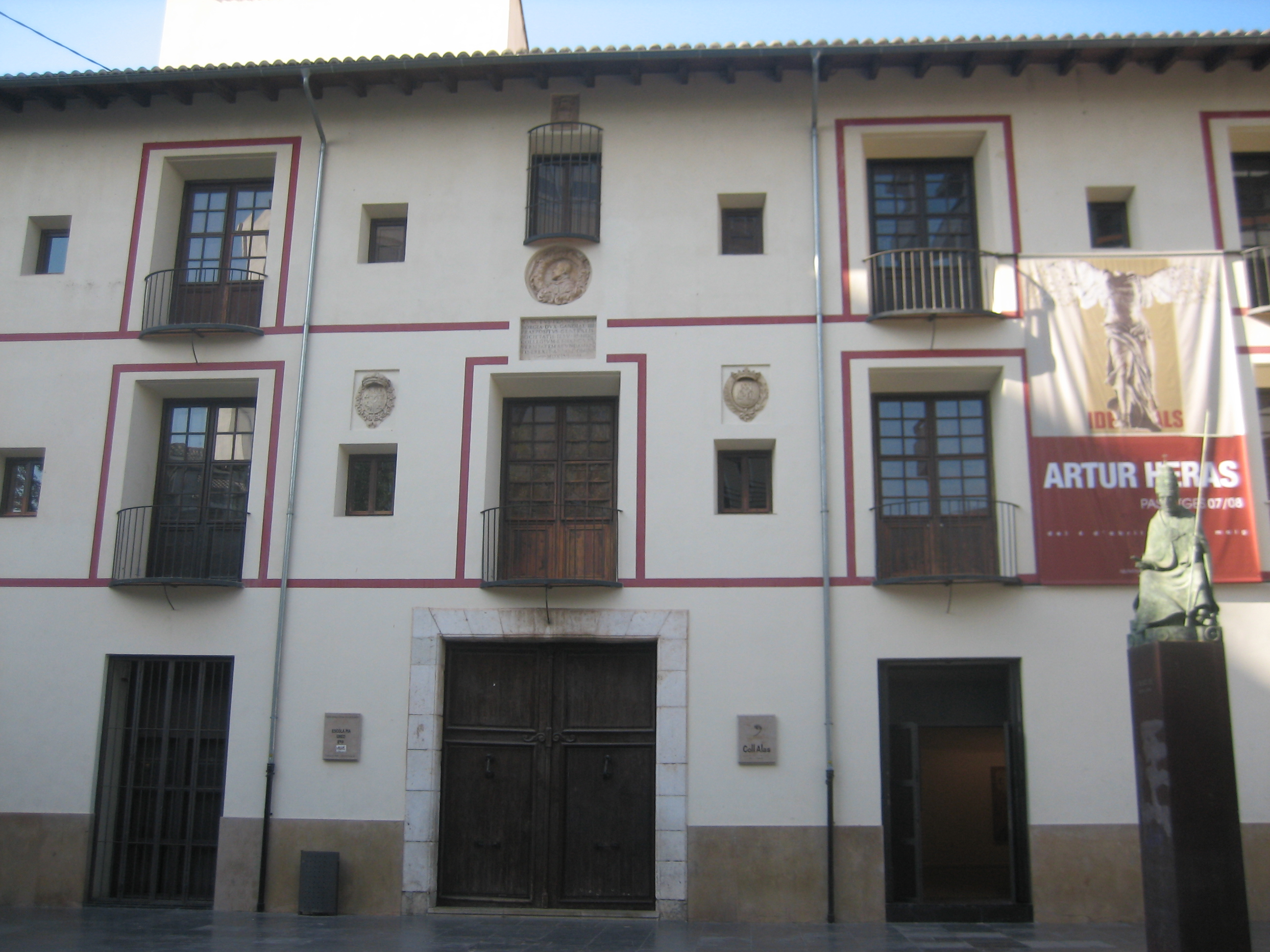
Alte Jesuitenuniversität Gandía

- Jesuitenkolleg und -universität Gandia (ab 1544 bzw. 1549), heute Real Colegio de las Escuelas Pías
- Jesuitenkolleg Alcalá de Henares (ab 1545), heute Juristische Fakultät und Iglesia de Santa María
- Jesuitenkolleg des heiligen Ignatius in Valladolid (ab 1545), heute Iglesia de San Miguel y San Julián
- Jesuitenkolleg Sevilla (ab 1554), heute Iglesia de San Hermenegildo
- Jesuitenkolleg Córdoba (ab 1555), heute Colegio La Inmaculada und Iglesia San Salvador y Santo Domingo de Silos
- Jesuitenkolleg Palacio de San Esteban  in Murcia (ab 1555), heute Sitz des Präsidenten der Region Murcia und Iglesia-Museo de San Estebanc
- Jesuitenkolleg in Saragossa (ab 1558), heute Priesterseminar San Carlos Borromeo und Kirche der Unbefleckten Empfängnis
- Jesuitenkolleg San Pablo Valencia (ab 1562), heute Instituto Lluís Vives, mit der ehemaligen Kapelle des Kollegs, der Capilla del antiguo colegio San Pablo, Herz-Jesu-Basilika (Valencia)

### Tschechien/Böhmen
- Jesuitenkolleg (Brno), ab 1582

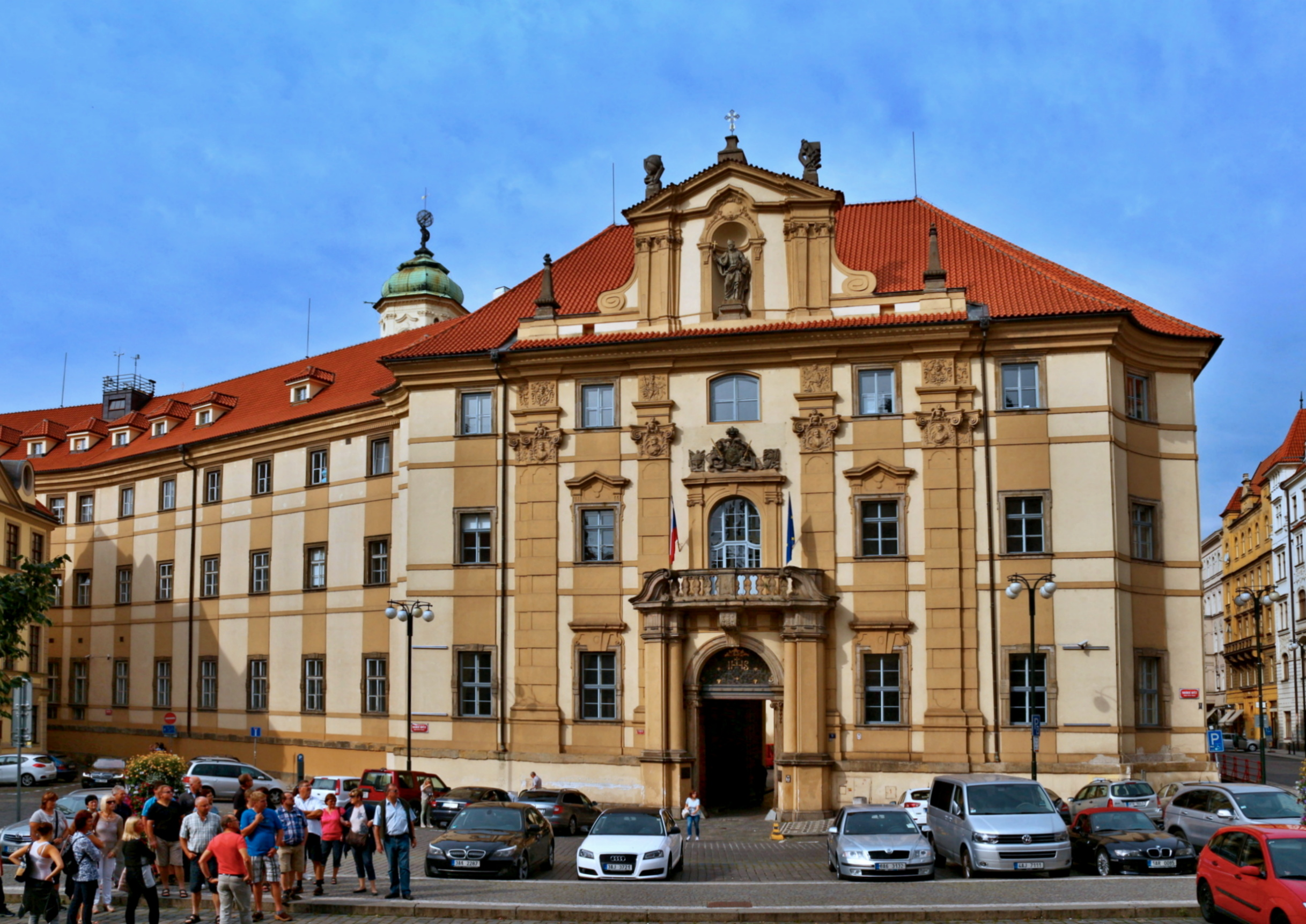
Klementinum Prag

- Jesuitenkolleg (Březnice), ab 1640
- Clementinum in Prag, ab 1556
- Jesuitenkolleg (Český Krumlov), ab 1588
- Jesuitenkolleg (Cheb)
- Jesuitenkolleg (Chomutov) (ab 1589), heute Regionalmuseum

- Jesuitenkolleg Glatz in Glatz[11]
  - und Katholisches Gymnasium Glatz
- Jesuitenkolleg (Hradec Králové)
- Jesuitenkolleg (Jičín) (ab 1710)
- JesuitenkollDateieg (Jihlava)

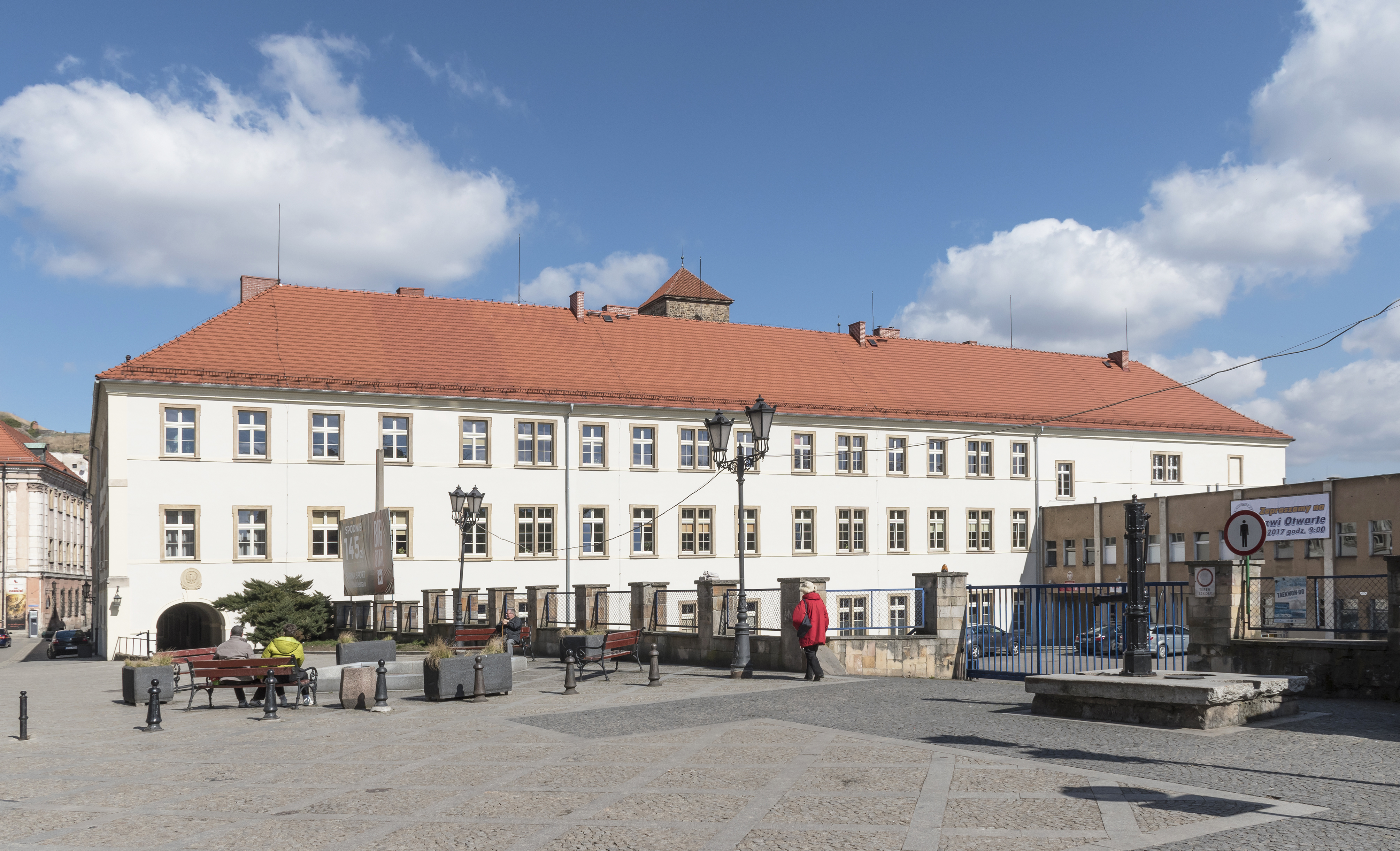
Glatzer Jesuitenkolleg

- Jesuitenkolleg (Jindřichův Hradec) (ab 1594), Nationalmuseum für Fotografie
- Jesuitenkolleg (Klatovy) (ab 1636)
- Jesuitenkolleg (Kroměříž)
- Jesuitenkolleg (Kutná Hora) (ab 1633), heute Mittelböhmische Galerie
- Jesuitenkolleg (Litoměřice) (ab 1701)

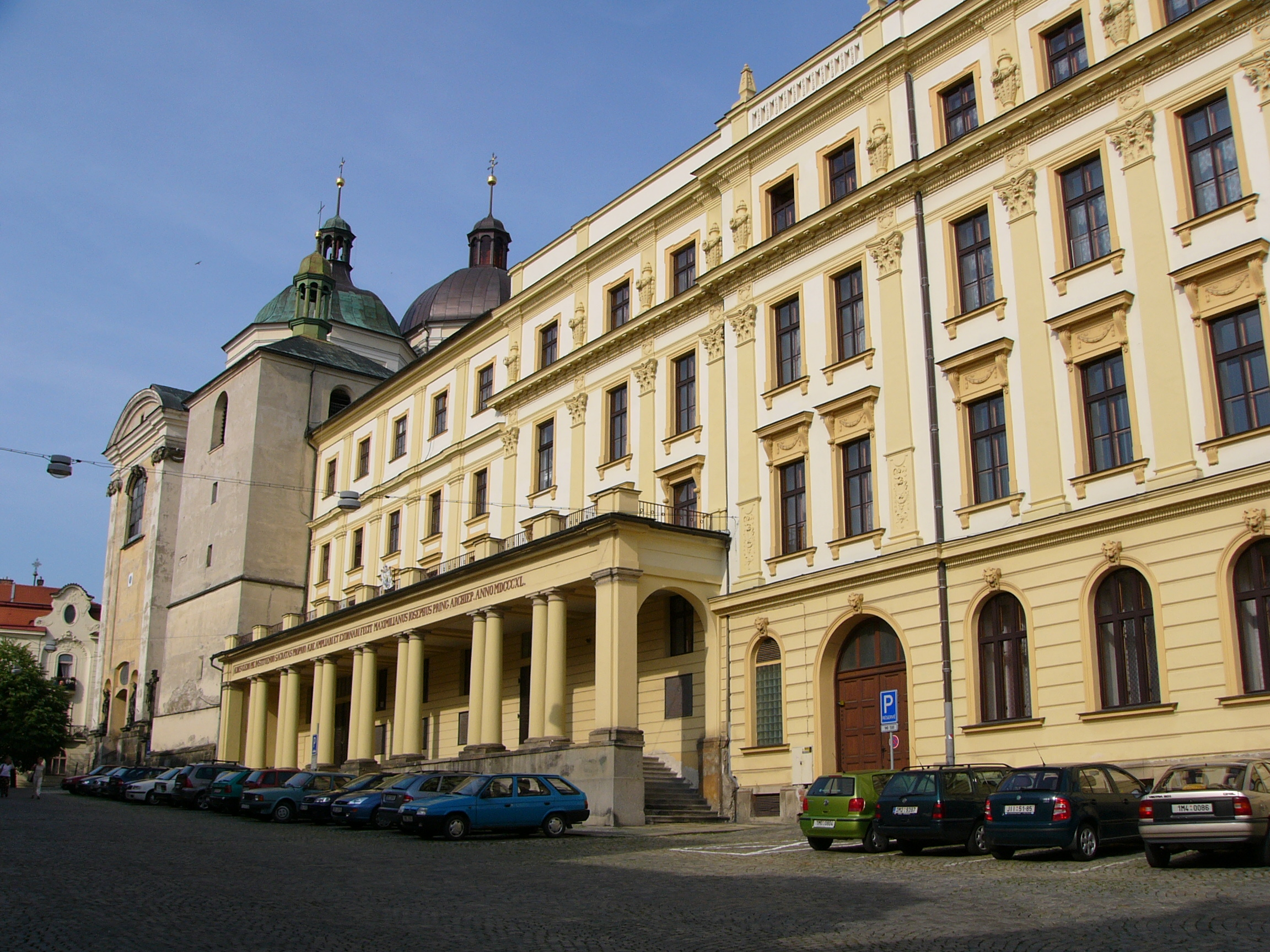
Ehemalige Jesuitenuniversität Ölmütz

- Jesuitenkolleg (Olomouc), ab 1566, Palacký-Universität Olomouc
- Jesuitenkolleg (Opava) (ab 1630)
- Jesuitenkolleg (Prager Neustadt) (ab 1622)
- Jesuitenkolleg Telč (ab 1662), heute Böhmisch-Mährisches Höhenmuseum
- Jesuitenkolleg (Uherské Hradiště) (ab 1662), heute Kulturzentrum
- Jesuitenkolleg (Znojmo) (ab 1570)

### Ukraine
- Jesuitenschule Lemberg (ab 1608), Akademie (ab 1661)
- Jesuitenkolleg in der Burg Bar (ab 1635)
- Jesuitenkolleg Kamjanez-Podilskyj

### Ungarn/Slowakei

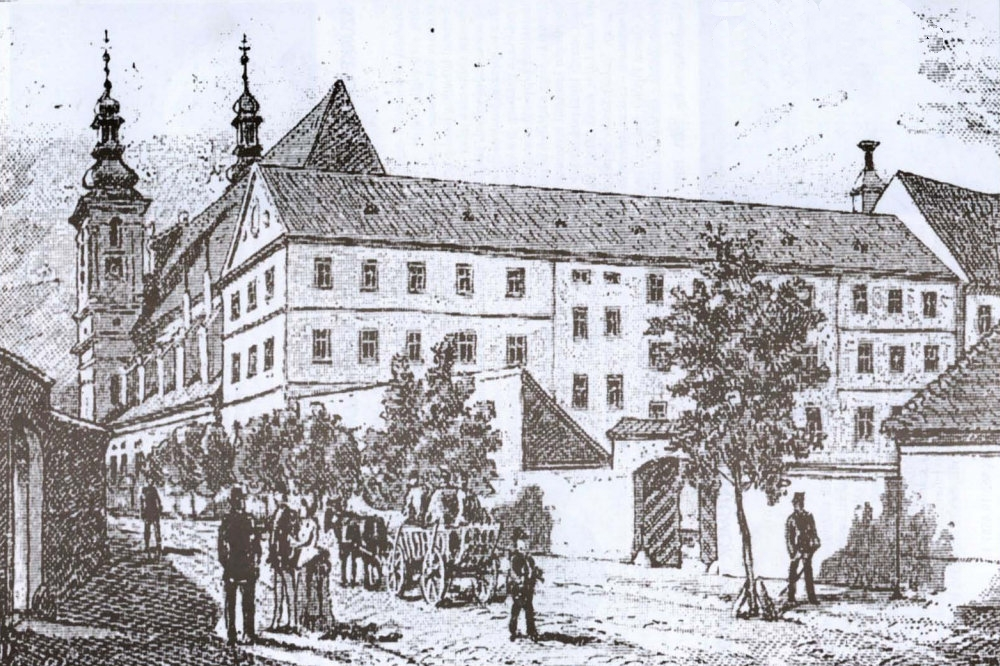
Jesuitencollegium Tyrnau

- Jesuitenuniversität Trnava (ab 1635)
- Košice (Kaschau); Jesuitenschule ab 1654 und -universität ab 1657/1660[12]
- Bratislava; Jesuitenkirche (Bratislava) ab 1672
- Sopron; Jesuitenkirche St. Georg (Sopron) ab 1674
- Jesuitenakademie Győr (ab 1718)

## Weitere Schulen und Universitäten weltweit

### Argentinien
- Universidad del Salvador (Buenos Aires)
- Facultades de Filosofía y Teología de San Miguel (San Miguel, Buenos Aires)
- Universidad Católica de Córdoba (Córdoba)

### Belize
- St. John’s College, Belize City

### Brasilien
- Faculdade Jesuíta de Filosofia e Teologia, Belo Horizonte
- Colégio e Faculdade São Luís, São Luis
- Pontificia Universidade Católica do Rio de Janeiro (PUC-Rio), Rio de Janeiro
- Universidade Católica de Pernambuco (UNICAP), Recife
- Universidade do Vale do Rio dos Sinos (UNISINOS), São Leopoldo
- Centro Universitário da FEI, São Bernardo do Campo

### Chile
- Universidad Alberto Hurtado (Santiago)

### Dominikanische Republik
- Instituto Filosófico Pedro Francisco Bonó (Santo Domingo)
- Colegio Loyola (Santo Domingo)
- Instituto Politécnico Loyola (San Cristóbal)
- Instituto Agronómico San Ignacio de Loyola (Dajabón)
- Escuelas Radiofónicas Santa María (La Vega)

### Ecuador
- Pontificia Universidad Católica del Ecuador (Quito)
- Colegio San Gabriel (Quito)
- Colegio San Luis Gonzaga (Quito)
- Colegio Javier (Guayaquil)
- Unidad Educativa Borja (Cuenca)
- Unidad Educativa San Felipe Neri (Riobamba)
- Unidad Educativa Cristo Rey (Portoviejo)

### El Salvador
- Colegio Externado San José (San Salvador)
- Colegio Padre Arrupe (San Salvador)
- Universidad Centroamericana “José Simeón Cañas” (San Salvador)

### Guatemala
- Universidad Rafael Landívar (Guatemala-Stadt)

### Indien

#### Andhra Pradesh
- Loyola Public School, Guntur
- Andhra Loyola College, Vijayawada

#### Gujarat
- Saint Xaviers College, Ahmedabad

#### Jharkhand
- St. Xavier’s College, Ranchi
- St. Xavier’s School, Ranchi
- Xavier Institute of Social Studies, Ranchi

#### Karnataka
- St. Aloysius College, Mangalore
- St. Joseph’s Arts and Science College, Bangalore

#### Kerala
- Loyola School, Thiruvananthapuram
- Loyola College, Thiruvananthapuram
- St. Xavier’s College, Thiruvananthapuram
- St. Michael’s Anglo Indian Higher Secondary School, Kannur
- St. Joseph’s Higher Secondary School, Kozhikode

#### Maharashtra
- Saint Xavier’s College, Mumbai
- Xavier Institute of Engineering, Mumbai
- St. Xavier’s Technical Institute, Mumbai
- St. Xavier’s Boys’ Academy, Mumbai
- St. Xavier’s College of Education, Churchgate, Mumbai
- St. Xavier’s College of Management and Research, Colaba, Mumbai

#### Orissa
- Xavier Institute of Management, Bhubaneswar

#### Tamil Nadu
- Loyola College, Chennai
- Loyola College of Education, Chennai
- Loyola Institute of Business Administration, Chennai
- Loyola - ICAM College of Engineering and Technology, Chennai
- Loyola college, Thiruvannamalai; Vettavalam
- St. Joseph’s College, Tiruchirapalli
- Arul Anandhar College, Karumathur, Madurai
- St. Xavier’s College, Palayamkottai, Thirunelveli
- St. Xavier’s College of Education, Palayamkottai
- Loyola institute of technology and science, Thovalai

#### Westbengalen
- St. Joseph’s College, Darjeeling
- St. Xavier’s College, Calcutta, Kolkata
- North Bengal St. Xavier’s College, Rajganj, Siliguri

### Indonesien
- Canisius College, Jakarta
- Loyola College, Semarang
- De Britto College, Djogjakarta
- Gonzaga College, Jakarta

### Japan
- Elisabeth University of Music (Hiroshima)
- Sophia-Universität (Tokio)

### Kamerun
- Institut Catholique de Yaoundé (Yaoundé)

### Kanada

#### Manitoba
- St. Paul’s College, University of Manitoba

#### Neufundland
- Saint Bonaventure’s College (St. John’s)

#### Nova Scotia
- Saint Mary’s University (Halifax)

#### Ontario
- Regis College, die theologische Fakultät der University of Toronto

#### Québec
- Loyola College, die theologische Fakultät der Concordia University (Montreal)
- Collège Jean-de-Brébeuf, High school und CÉGEP

#### Saskatchewan
- Campion College, Regina, University of Regina

### Kolumbien
- Pontificia Universidad Javeriana (Bogotá)
- Pontificia Universidad Javeriana (Cali)
- Colegio San Bartolomé la Merced (Bogotá)
- Colegio San Pedro Claver (Bucaramanga)
- Colegio San Luís Gonzaga (Manizales)
- Colegio San Ignacio de Loyola (Medellín)
- Colegio Mayor de San Bartolomé (Bogotá)
- Colegio San José (Barranquilla)
- Colegio Santa Luisa (Bogotá)
- Colegio San Francisco Javier (Pasto)
- Colegio San Juan Berchmans (Cali)

### Libanon
- Université de Saint-Joseph (Beirut)

### Mexiko
- Universidad Iberoamericana (Tijuana)
- Universidad Iberoamericana (Torreón)
- Universidad Iberoamericana (Mexiko-Stadt)
- Universidad Loyola del Pacífico (Acapulco)
- Universidad Iberoamericana (León)
- Instituto Tecnológico de Estudios Superiores de Occidente (Guadalajara)
- Universidad Iberoamericana (Puebla de Zaragoza)
- Instituto Superior Intercultural Ayuuk (Jaltepec, Oaxaca)

### Nepal
- St. Xavier’s College (Kathmandu)

### Neuseeland
- Holy Name Seminary (Christchurch)

### Nicaragua
- Universidad Centroamericana UCA (Managua)

### Nigeria
- Loyola Jesuit College (Abuja)

### Paraguay
- Instituto Superior de Estudios Humanísticos y Filosóficos (Asunción)
- Colegio Técnico Javier (Asunción)
- Colegio Cristo Rey (Asunción)

### Peru
- Universidad Antonio Ruiz de Montoya (Lima)
- Universidad del Pacífico (Lima)

### USA

#### CollegesundUniversitäten
- Boston College
- Canisius College
- College of the Holy Cross
- Creighton University
- Fairfield University
- Fordham University
- Georgetown University
- Gonzaga University
- John Carroll University
- LeMoyne College
- Loyola College in Maryland
- Loyola Marymount University
- Loyola University Chicago
- Loyola University New Orleans
- Marquette University
- Regis University
- Rockhurst University
- Saint Joseph’s University
- Saint Louis University
- Saint Peter’s College
- Santa Clara University
- Seattle University
- Spring Hill College
- University of Detroit Mercy
- University of San Francisco
- University of Scranton
- Xavier University

#### Highschools

##### Arizona
- Brophy College Preparatory (Phoenix)

##### Kalifornien
- Bellarmine College Preparatory (San José)
- Cristo Rey High School (Sacramento)
- Loyola High School (Los Angeles)
- Jesuit High School (Sacramento)
- Marin Catholic High School (Greenbrea)
- St. Ignatius College Preparatory (San Francisco)
- Verbum Dei High School (Los Angeles)
- Xavier College Preparatory Palm Desert

##### Colorado
- Arrupe Jesuit High School (Denver)
- Regis Jesuit High School (Aurora)

##### District of Columbia
- Gonzaga College High School (Washington, D.C.)

##### New York
- Canisius High School (Buffalo)
- Cristo Rey New York High School (New York City)
- Fordham Preparatory School (New York City)
- Loyola School (New York City)
- McQuaid Jesuit High School (Rochester)
- Regis High School (New York City)
- Xavier High School (New York City)

##### Wisconsin
- Marquette University High School (Milwaukee)[13]